# Walt Frazier
Walter „Clyde“ Frazier Jr. (* 29. März 1945 in Atlanta, Georgia) ist ein ehemaliger US-amerikanischer Basketballspieler. Von 1967 bis 1980 spielte er in der US-Profiliga NBA, die meiste Zeit davon bei den New York Knicks. 1987 wurde Frazier in die Naismith Memorial Basketball Hall of Fame aufgenommen. Er wurde außerdem anlässlich des 50-jährigen Bestehens der NBA unter die 50 besten Basketballer der NBA-Geschichte gewählt.

## Karriere
Als Student spielte er für die Salukis an der Southern Illinois University Carbondale in Illinois. Zwischen 1967 und 1980 spielte er in der NBA für die Mannschaften der New York Knicks (1967–1977) und Cleveland Cavaliers (1977–1980). Frazier ist 1,93 m groß und spielte auf der Position des Point Guards. Seinen Spitznamen bekam er von einem Trainer in Anlehnung an den Bankräuber Clyde Barrow.
Frazier wurde viermal ins All NBA First Team gewählt und nach seiner ersten Saison 1968 ins NBA All-Rookie Team berufen. Siebenmal wurde er für das NBA All-Star Game nominiert und 1975 zum MVP des All-Star Games gewählt.
Mit 4.791 ausgeteilten Assists ist er der All-Time-Leader in dieser Kategorie bei den Knicks, mit denen er 1970 und 1973 die Meisterschaft gewann. Er war einer der besten Verteidiger der NBA-Geschichte auf der Point-Guard-Position. So wurde er siebenmal ins All-Defensive First Team gewählt. 1987 wurde er in die Naismith Memorial Basketball Hall of Fame aufgenommen und 1996 zum 50-jährigen Bestehen der NBA unter die 50 besten Spieler der NBA-Geschichte gewählt.
Im Juni 2018 unterschrieb Frazier einen Markenbotschafter-Vertrag mit Puma, jenem Sportartikelhersteller, dessen Schuhe er schon während seiner aktiven Spielerkarriere getragen hatte. Anlass war Pumas geplante Rückkehr in den Basketball-Bereich.